# 班迪穆倫-布魯薩拉恩國家公園
4°54′S 119°45′E / 4.900°S 119.750°E

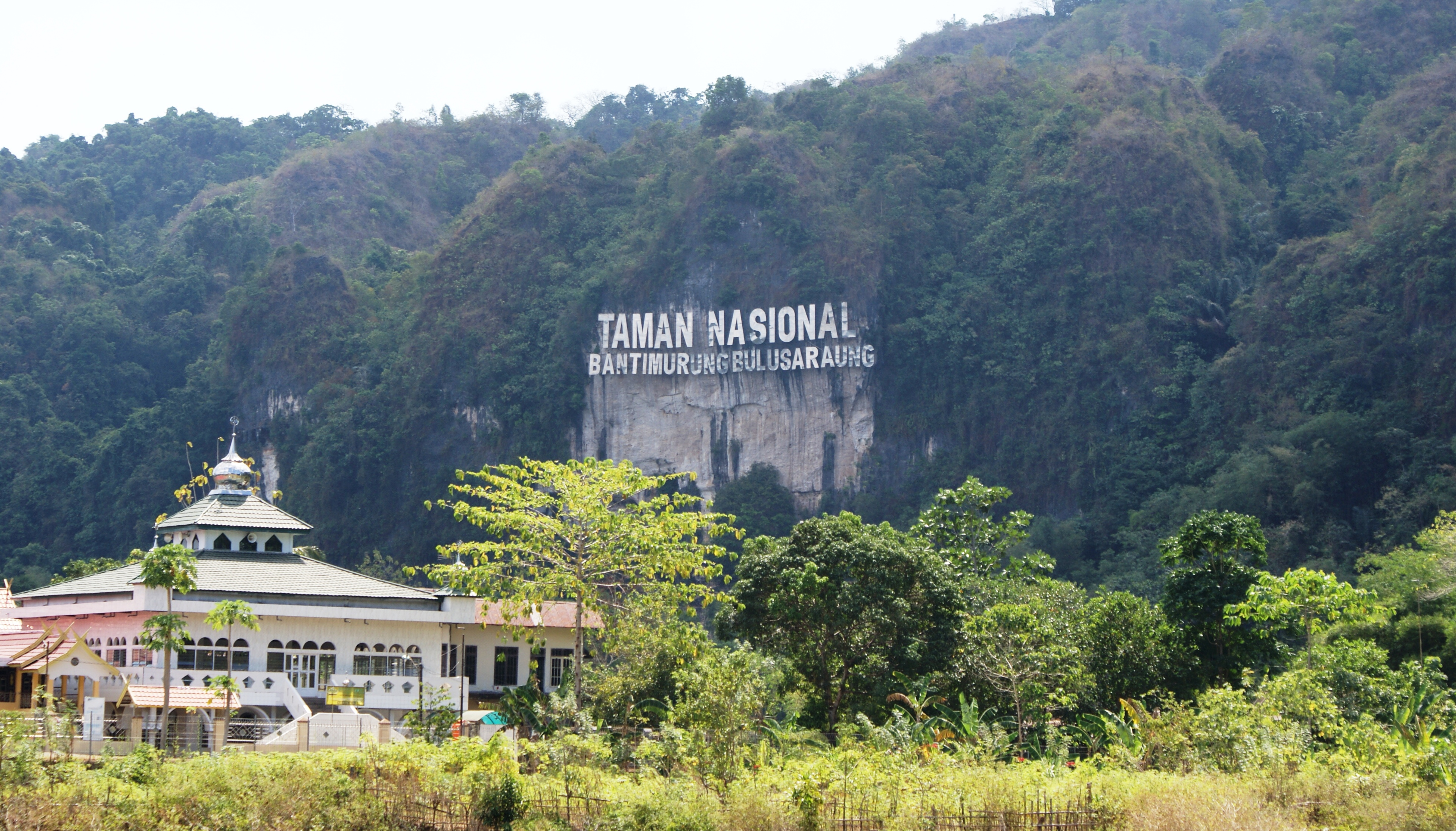

班迪穆倫－布魯薩拉恩國家公園是印尼的國家公園，位於南蘇拉威西省，成立於2004年，面積437平方公里，有馬氏靈貓、馬來豬等哺乳類動物棲息。